# 森壽庵
森 壽庵（もり じゅあん、性壽（じょうじゅ）、慶長7年（1602年） - 延宝6年2月4日（1678年3月26日））は、江戸時代初期の摂州天満の医師。父は松本助持。
父・助持が豊臣方の武将たちと親しかったため、関ヶ原の戦いの後、母方の森姓を名乗り、息子の森尚謙とともに、江戸で半井驢庵に医術を学んだ。書を徳川家光に称賛され、寛永17年（1640年）に島津光久に、また後には永井直清にも仕えた。延宝6年（1678年）2月4日没。